# Доусон-Воллей – Валлумбілла-Гладстон
До́усон-Во́ллей — Валлумбілла-Гладстон — газопровід у австралійському штаті Квінсленд. Офіційно відомий як Dawson Valley Pipeline.
У 1996 році вперше в історії газової промисловості Австралії почали видобуток метану вугільних пластів басейну Боуен, при цьому для видачі продукції ввели в дію трубопроводи Моура – Валлумбілла-Гладстон та Доусон-Воллей — Валлумбілла-Гладстон. Останній має довжину 47 кілометрів, діаметр 168 мм та пропускну здатність 0,42 (за іншими даними — 0,53) млн м3 на добу.
Ресурс надходить з установок підготовки Доусон-Рівен, Ніпан, Моура та Мунгі, а в кінцевому пункті маршруту передається до трубопроводу Валлумбілла — Гладстон. Також існує перемичка до запущеного в 2000 році заводу вибухівки у Моура.